# Татаренко Тетяна Володимирівна
Татаренко Тетяна Володимирівна (нар. 24.01. 1952) — радянський і український художник по гриму.

## Біографія
Народилася 24 січня 1952 р. в родині службовця. 
В 1974 році закінчила Одеське театральне художньо-технічне училище.
Працює на кіностудії імені Олександра Довженка.
Член Національної Спілки кінематографістів України.

## Фільмографія
Брала участь у створенні фільмів:
- «Пам'ять землі» (1976)
- «Під сузір'ям Близнюків» (1979)
- «Зоряне відрядження»
- «Щастя Никифора Бубнова» (1983)
- «Миргород та його мешканці» (1983, (в титрах — Маляревич), у співавт. з Аллою Чуря)
- «Капітан „Пілігрима“» (1986)
- «Нові пригоди янкі при дворі короля Артура» (1987)
- «Фантастична історія» (1988,  у співавт.)
- «Зона» (1989)
- «Зброя Зевса» (1990)
- «Миленький ти мій...» (1991)
- «Охоронець» (1991)
- «Золоте курча» (1993)
- «Стамбульський транзит» (1993, у співавт. з Аллою Чурєю)
- «Геллі і Нок» (1995)
- «Сьомий маршрут» (1998)
- «Залізна сотня» (2004)
- «Другий фронт» (2005, у співавт.)
- «Владика Андрей» (2008, у співавт.)
- «Таємний щоденник Симона Петлюри» (2018, у співавт.) та ін.